# Fillmore (stacja metra)
Fillmore – naziemna stacja złotej linii metra w Los Angeles znajdująca się przy skrzyżowaniu Fillmore Street i Raymond Avenue/Arroyo Parkway w mieście Pasadena.
Wystrój stacji nazwany został Geologica 42. Siedzenia na stacji zostały zaprojektowane w kształcie skrzyń skarbów. 
Stacja wyposażona jest w parking typu Park&Ride na 131 miejsc postojowych.

## Godziny kursowania
Pociągi kursują w przybliżeniu pomiędzy 5:00 a 0:15 w nocy.

## Atrakcje turystyczne
- Huntington Hospital